# Ednerson Raymond
Ednerson Raymond (ur. 14 maja 1985) – haitański piłkarz występujący na pozycji obrońcy.

## Kariera klubowa
Raymond karierę rozpoczynał w 2006 roku w zespole Baltimore SC. W sezonach 2006, 2007 oraz 2011 wywalczył z nim mistrzostwo fazy Overture (sezon otwarcia).

## Kariera reprezentacyjna
W reprezentacji Haiti Raymond zadebiutował w 2006 roku. W 2007 roku znalazł się w drużynie na Złoty Puchar CONCACAF. Wystąpił na nim tylko w spotkaniu z Kostaryką (1:1). Z tamtego turnieju Haiti odpadło po fazie grupowej.
W 2009 roku Raymond ponownie został powołany do kadry na Złoty Puchar CONCACAF. Zagrał na nim w meczach z Hondurasem (0:1), Grenadą (2:0), Stanami Zjednoczonymi (2:2) i Meksykiem (0:4), a Haiti zakończyło turniej na ćwierćfinale.